# Europamunt
Op 1 mei 2004 werd de Europese Unie uitgebreid met 10 nieuwe landen waardoor het vanaf toen 25 lidstaten had. Ter gelegenheid van de uitbreiding en het voorzitterschap van Nederland van de Europese Unie produceerde de Koninklijke Nederlandse Munt, in opdracht van het ministerie van Financiën, de Europamunt. De Europamunt werd in een oplage van 600.000 stuks geslagen. De andere 2 munten, de zilveren PROOF € 5 en de gouden PROOF € 10 werden in veel kleinere oplagen geslagen.

## Ontwerp en ontwerpers
Het ministerie van Financiën koos voor het ontwerp van Mirjam Mieras en Hester Mieras. Voor de waardezijde hebben zij zich laten inspireren door de geografische ligging van de lidstaten van de Europese Unie. Mirjam Mieras liet weten: De namen van de nieuwe en oude lidstaten die alleen in het Nederlands zijn geschreven, vormen samen een cirkel rondom de waardeaanduiding. De oude lidstaten in mat, de nieuwe met een feestelijke glans. De staten zijn gepositioneerd naar hun geografische ligging, wat goed te zien is aan de ligging van Malta. Vanzelfsprekend heeft Nederland een prominente plaats in het ontwerp vanwege het toen nog aankomende voorzitterschap. Dat wordt benadrukt door de drie munttekens die als een kroontje boven ons land staan. Op de voorzijde staat het portret van koningin Beatrix afgebeeld.

### Eerste slag
Op 29 juni 2004 verrichtte minister Zalm van Financiën de eerste slag van de Europamunt. Met deze eerste slag was de munt officieel geïntroduceerd is als wettig betaalmiddel.

## De verzamelmunten

### 5 euromunt
- Metaal: zilver 925/1000
- Gewicht: 11,9 gram
- Diameter: 29 millimeter
- Kwaliteit: Proof
- Nominale waarde: € 5,-
- Ontwerp: Mieras
- Randschrift: God zij met ons

### 10 euromunt
- Metaal: goud 900/1000
- Gewicht: 6,72 gram
- Diameter: 22,5 millimeter
- Kwaliteit: Proof
- Nominale waarde: € 10,-
- Ontwerp: Mieras
- Rand: Kartel

Gulden herdenkingsmunten:

Dubbelkop 1980 · Unie van Utrecht · Voetbalvijfje

Nederlandse euro-herdenkingsmunten:

herdenkingsmunten van € 2: Erasmusmunt · Dubbelkop Beatrix-Willem-Alexander · 200 jaar koninkrijk

meerwaardeherdenkingsmunten:

Zilveren vijfjes: Vincent van Gogh Vijfje · Europamunt · Koninkrijksmunt · Vredes Vijfje · Belasting Vijfje · Australië Vijfje · Rembrandt Vijfje · Michiel de Ruyter Vijfje · Architectuur Vijfje · Manhattan Vijfje · Japan Vijfje · Max Havelaar Vijfje · Waterland Vijfje · Schilderkunst Vijfje · Muntgebouw Vijfje · WNF Vijfje · Tulpen Vijfje · Beeldhouwkunst Vijfje · Grachtengordel Vijfje · Vrede van Utrecht Vijfje · Rietveld Vijfje · Vredespaleis Vijfje · De Nederlandsche Bank Vijfje · Van Nelle Vijfje · Waterloo Vijfje · Wadden Vijfje · Jheronimus Bosch Vijfje · Stelling van Amsterdam Vijfje · Johan Cruijff Vijfje · Fanny Blankers-Koen Vijfje · Schokland Vijfje · Wageningen Universiteit Vijfje · Luchtvaart Vijfje · Beemster Vijfje · Market Garden Vijfje · Jaap Eden Vijfje

Zilveren tientjes: Huwelijksmunt · Geboortemunt · Jubileummunt · Koningstientje · Verjaardagstientje
Caribisch Nederland: BES-dollar (2011, 2013)